# الی رید
الی رید (به انگلیسی: Eli Reed) عکاس اهل ایالات متحده آمریکا است که در سال ۱۹۴۶ در آمریکا متولد شد و در سال ۱۹۶۹ از مدرسهٔ هنرهای زیبای نیویورک فارغ‌التحصیل شد و در مدرسهٔ کندی هاروارد به تحصیل علوم سیاسی پرداخت.
الی در سال ۱۹۷۰ به عنوان عکاس بدون مرز شروع به کار کرد. عکس‌های او در دههٔ ۸۰ از السالوادور، گواتمالا و دیگر کشورهای آمریکای مرکزی توجه آژانس مگنوم (MAGNUM) را به خود جلب کرد. در تابستان همان سال نامزد عضویت در آژانس شد و در سال ۱۹۸۸ به عنوان اولین عکاس آفریقایی-آمریکایی عضو رسمی آژانس مگنوم شد.
الی‌رید که علاقهٔ شدیدی به عدالت اجتماعی و اثرات جنگ بر جامعه اتفاقاتی همچون جنگ‌های ۱۹۸۲ در آمریکای مرکزی، جنگ بیروت (با حضوری طولانی بین سال‌هال ۱۹۸۳ تا ۸۷)، درگیری‌های هائیتی در سال ۱۹۸۶، عملیات نظامی آمریکا در پاناما در سال ۱۹۸۹ و اغتشاشات کینشاسا در آفریقا را پوشش داده‌است.
او در سال ۱۹۸۸ برای فیلم مستندی با عنوان Poorest in the Land of Plenty (فقیرترین‌ها در سرزمین فراوانی) به روایت مایاانگلو (Maya Angelou)، از اثرات فقر بر کودکان آمریکایی عکاسی کرد.
الی به توانایی فوق‌العاده‌اش در انتقال موضوع‌های پیچیده به شکلی ساده، شناخته شده‌است. او اولین عکسش را از مادرش و در ۹ سالگی گرفت. در ۲۴ سالگی عکاسی خبری را آغاز کرد و قبل از تحصیل در رشتهٔ «تحلیل اجتماعی جنگ» در دانشگاه هاروارد به عنوان کارمند در روزنامه‌های متعددی کار کرد.
الی رید همچنین به عنوان عکاس با کارگردانانی همچون رابرت آلتمن همکاری کرده‌است. او تاکنون در مرکز بین‌المللی عکاسی، دانشگاه کلمبیا، دانشگاه نیویورک و دانشگاه هاروارد سخنرانی و تدریس کرده‌است. وی هم‌زمان با پوشش خبری در بیروت، هائیتی و پاناما، کتاب Black America (آمریکای سیاه) را منتشر و مستند Getting Out (خروج) را کارگردانی کرد.
او می‌گوید: «مهمترین چیز برای من این است که می‌توانم به عنوان بک عکاس حرفه‌ای فعالیت کنم؛ چیزی که هسته و اساس کار من است_ واسطه‌ای بر انسان بودن‌ام.»